# Fernando Montero de Espinosa (siglo XVII)
Fernando Montero de Espinosa fue un religioso español del siglo XVII.

## Biografía
Natural, según la fuente, de Burgos o Madrid, habría sido doctor por la Universidad de Salamanca. Se le concedió en 1640 el puesto de obispo de Nueva Segovia. Más adelante fue nombrado arzobispo de Manila, pero en el viaje hacia su destino contrajo enfermedad y falleció en Pila en 1645, el día 1 de agosto. El día que se esperaba su llegada a la capital filipina, donde se habían preparado recibimientos, apareció una embarcación fúnebre portando su cadáver. Fue sepultado al lado de Miguel de Benavides, en la catedral de Manila.